# ماغنوس جانسون
ماغنوس جانسون هو كاتب سيناريو سويدي، ولد في 15 يوليو 1966 في السويد.

## وصلات خارجية
- الموقع الرسمي